# Nickelodeon (Україна)
Nickelodeon Україна (укр. Нікелодеон Україна) —  українська версія дитячого телеканалу «Nickelodeon», повноцінне мовлення якого розпочалося 1 червня 2023 року. До цього мовлення україномовної версії каналу велося виключно як окремі блоки на різних українських телеканалах.
У 2010 року розпочався 10-годинний блок мультсеріалів «Nickelodeon» на телеканалі «QTV». Після його закриття та ребрендингу на «ОЦЕ ТБ» з 1 вересня 2017 року 10-годинний україномовний блок мультсеріалів закінчився. В Україні блок «Nickelodeon» виходив на «Новому каналі» з 2001 по 2015 роки. Також на телеканалі «Кіно» (тепер — «2+2») з 2007 по 2011 роки.
У 2018 році мовлення «Nickelodeon Ukraine» поновлено як блок на телеканалі «ПЛЮСПЛЮС». Також з 2018 до 2023 року транслювався блок на спорідненому каналі «ТЕТ» як 3 годинний блок, а з квітня 2023 до січня 2024 року — на каналі «Comedy Central Україна»

## Блок Nickelodeon
Окремий блок транслювався на каналах ICTV, 2+2, СТБ і Піксель TV.
З 2001 по 2015 року транслювався блок на Новий канал.
З 2010 по 2017 року блок транслювався на каналі QTV.
У телесезоні з 2014 року ще один український дитячий телеканал «ПлюсПлюс», мав 1-годинний україномовний блок мультсеріалів Nickelodeon на каналі; блок транслювався .
2018 року мовлення «Nickelodeon Ukraine» поновлено як блок на телеканалі «ПлюсПлюс». Також з 2018 до 2023 року транслювався блок на спорідненому каналі «ТЕТ» як 3 годинний блок. Також з квітня 2023 до січня 2024 року блок транслювався на каналі «Comedy Central Україна».

## Nickelodeon Ukraine Pluto TV (2022—2023)
1 квітня 2022 року у зв'язку з російським вторгненням в Україну, німецький сервіс  тестового мовлення від Paramount Global Pluto TV Germany, запустив «Nickelodeon Ukraine», канал для українських дітей, що втекли від війни, у Німеччині. 2 квітня 2022 року розпочалося повноцінне мовлення каналу на супутнику Astra 19.2 E. З 22 квітня  2022 року канал почав мовити на супутнику Hotbird у складі польських платформ платного супутникового ТБ: Platforma Canal+ та Polsat Box.У Чехії мовлення безкоштовно в MUX-24.
30 червня 2023 року телеканал припинив мовлення об 11:30 за київським часом на Pluto TV, а опівдні за київським часом канал на Pluto TV остаточно закрився.

## Nickelodeon Global(з 2023 року)
1 червня 2023 року о 6:00 за київським часом, на міжнародній версії телеканалу «Nickelodeon» повноцінно розпочала мовлення українська звукова доріжка. Український дубляж контенту здійснюється на студії «1+1». Дистрибуція каналу належить медіагрупі «1+1 Media». Мовлення доступне як на SD, так і на HD версіях каналу на супутнику Thor 0.8W 12226 V.

## Сітка мовлення

### Телесеріали
- Грізна сімейка
- Небезпечний Генрі
- Небезпечний загін
- Янг Ділан Тайлера Перрі
- Точно гучний дім
- Таємниці скелястого острова
- Грізна сімейка: під прикриттям

### Мультсеріали
- Великий Нейт
- Губка Боб Квадратні Штани
- Касаґрандес
- Табір «Корал»: Дитинство Губки Боба
- Шоу Патріка Зірки
- Трансформери: Земна іскра
- Щенячий патруль
- Семмі і Радж: Повелителі часу
- Смурфики (2021)
- Сантьяго і його моря
- Велике шоу малюка акули
- Елвін і бурундуки
- Бест і Бестер
- Пошта Мідилмост
- Камінь, Ножиці, Папір
- Зокі на планеті Рубі
- Гучний дім
- Блиск і монстромашини
- Монстр Хай
- Оповідки черепашок-ніндзя